# Seachd: The Inaccessible Pinnacle
Seachd: The Inaccesible Pinnacle es una película 2007 en gaélico escocés por el director nuevo Simon Miller. Simon Miller y Joanne Cockwell escribieron el guion. Pàdruig Moireasdan y Aonghas Pàdraig Chaimbeul, escritor en gaélico escocés, protagonizan en el filme.
La filmación empezó en abril de 2006; se localizó alrededor del Inaccesible Pinnacle de Sgurr Dearg en la sierra Cuillin del Isla de Skye en Escocia; y se llevó a cabo en agosto de 2006. La película fue estrenado en el Celtic Media Festival en marzo de 2007, e hizo su premier mundial en el 61.º Edinburgh International Film Festival en agosto de 2007.
La palabra seachd (pronunciada [ʃaxk]) significa "siete" en gaélico escocés.

## Trama
Cuando un joven, Angus, visita su abuelo que está a punto de morir en hospital no puede aguantar ignorar que de niño buscaba la verdad sobre la muerte de sus padres y la veracidad de las historias increíbles y temerosas de su viejo abuelo. Los cuentos—de amantes envenenados, venganza sangrienta, agua-caballos y oro español—son de todas partes de la Gàidhealtachd y su historia. Por última vez, su abuelo interrumpe la vida de Angus, dirigiéndole a una de las montañas más peligrosas de Escocia, el Inaccesible Pinnacle en la Isla de Skye, y a una verdad antigua que él nunca esperó a encontrar.

## Controversia de BAFTA
En otoño de 2007 mientras la película preparaba para estrenar en su premier del Reino Unido en las Tierras Altas de Escocia, surgió una controversia porque el BAFTA se negó a permitir que Seachd entre como candidato ni en la categoría de Best Foreign Language Film (Mejor Película de Lengua Extranjera) en los 2008 Premios de Academia, ya que el gaélico escocés es indígena de las Islas Británicas, ni en las categorías para filmes domésticos, ya que no era en inglés. Cobertura extendida en la prensa nacional e internacional resultó de la controversia resultante, y el productor de la película, Christopher Young, dejó el BAFTA.